# لاتا مانغيشكار
لاتا مانغيشكار (بالهندية लता मंगेशकर) (28 سبتمبر 1929- 6 فبراير 2022) ، مطربة هندية، تعد واحدة من أفضل المطربات في بلادها، ووصفتها بي بي سي بـ"واحدة من الرموز الثقافية والثروات القومية للهند"، عرفت على نطاق واسع عندما كانت تؤدي الأغنيات في الأفلام الهندية، وأطلق عليها عدة ألقاب من بينها "عندليب الهند"

## المسيرة المهنية
بدأت مانجيشكار الغناء بشكل رسمي في عام 1942 واستمرت في الغناء على مدى 73 عاماً، حيث غنت في أكثر من ألف فلم لبوليوود، ورغم غنائها في أكثر من 20 لغة هندية إقليمية، إلا أن أغلب أغانيها كانت باللغة الهندية.
ورغم عدم دخولها في طبعات موسوعة جينيس منذ عام 1991، مع وجود مصادر تشير إلى أن أعمالها تقدر بآلاف الأغاني المسجلة، مع تقديرات تتراوح ما يصل إلى أرقام كبيرة مثل 50000 أغنية. ولكنها ما زالت غير مسجلة في الموسوعة.

## وفاتها
توفيت لاتا مانغيشكار في فبراير من عام 2022، عن 92 عاما، إثر معاناتها من أعراض كوفيد-19. ونعاها رئيس الوزراء الهندي ناريندا مودي قائلاً إن لاتا "ستترك فراغا في أمتنا لن يكون بالإمكان ملؤه". وأقيمت جنازة رسمية لها وأعلنت الحكومة الهندية الحداد العام مع تنكيس الأعلام.

## وصلات خارجية
- لاتا مانغيشكار على موقع IMDb (الإنجليزية)
- لاتا مانغيشكار على موقع الموسوعة البريطانية (الإنجليزية)
- لاتا مانغيشكار على موقع ميوزك برينز (الإنجليزية)
- لاتا مانغيشكار على موقع أول ميوزيك (الإنجليزية)
- لاتا مانغيشكار على موقع ديسكوغز (الإنجليزية)
- لاتا مانغيشكار على موقع قاعدة بيانات الفيلم (الإنجليزية)
- لاتا مانغيشكار على موقع كينوبويسك (الروسية)